# Tagli di carne bovina

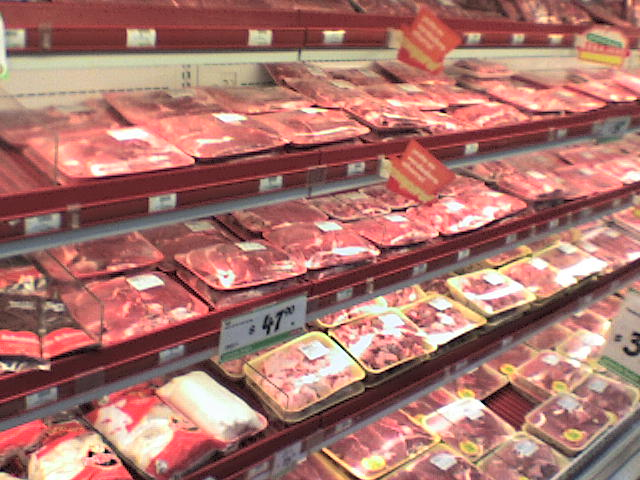
Tagli di carne in un supermercato.

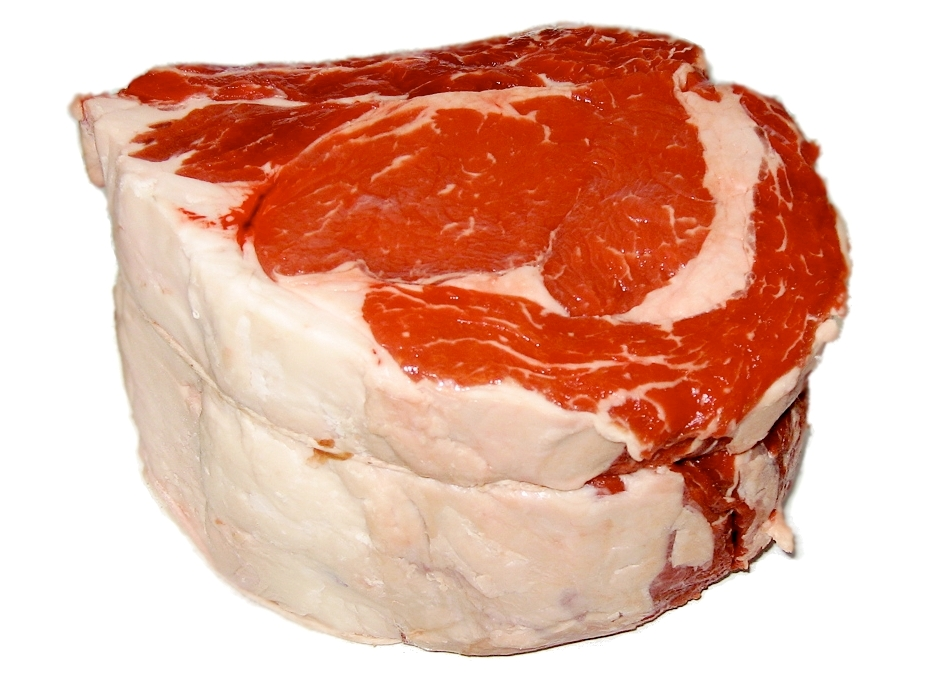
Costata di bovino

Con tagli di carne bovina si intendono i tipi di sezionamento delle carni ai quali il bovino viene sottoposto durante il processo di macellazione.
I tipi di tagli si dividono generalmente in prima, seconda e terza categoria a seconda che facciano parte del quarto anteriore, 
del quarto posteriore o delle parti del collo, dell'addome e sottospalle. Tuttavia i tipi variano da paese a paese e da zona a zona.
L'antropologa statunitense Margaret Mead scrisse, sull'American Anthropological Journal della American Anthropological Association:
(Margaret Mead)

## Italia
Dal taglio della coscia:
- Codone
- Scannello

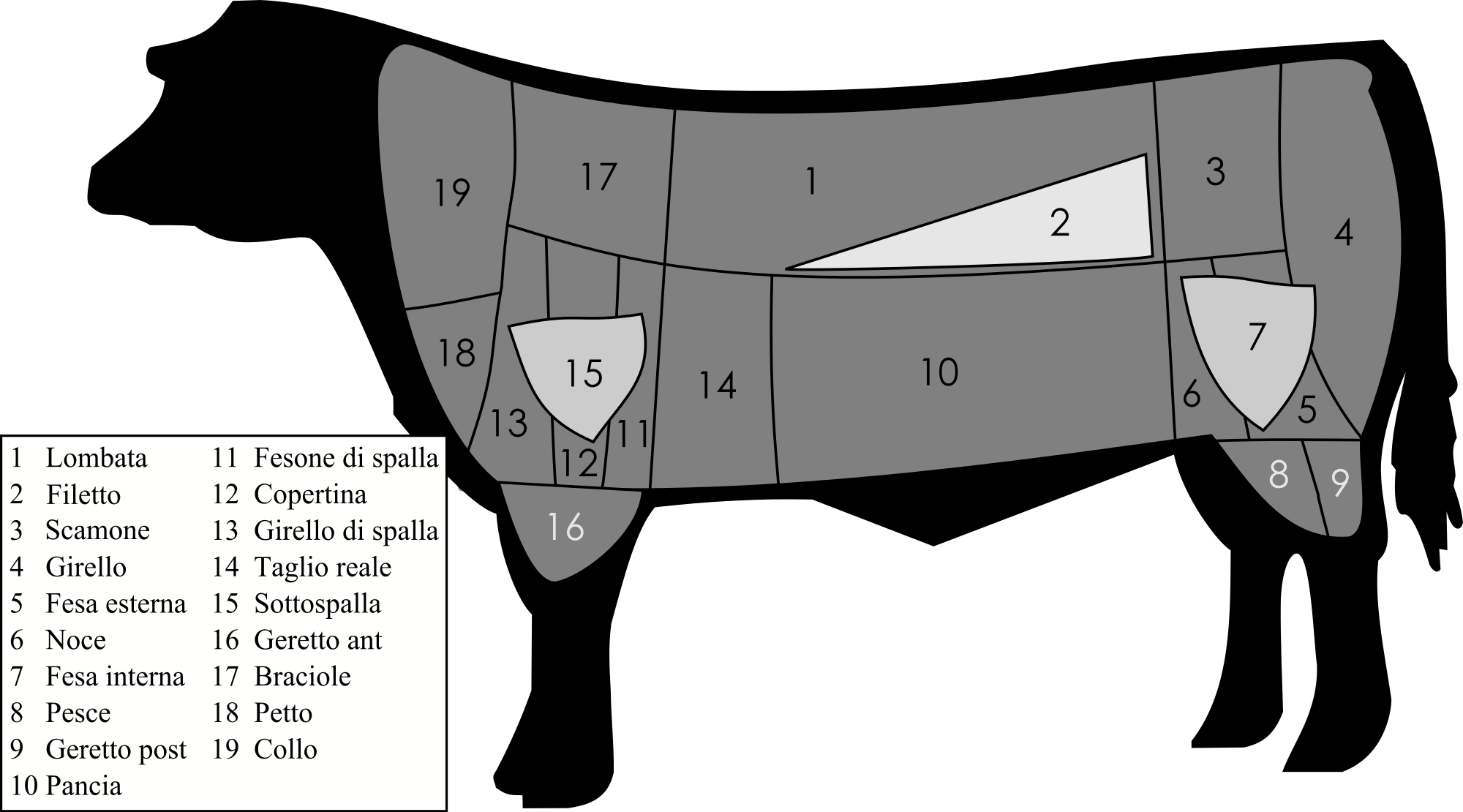
Parti e tagli di carne dei bovini

- Sottofesa o fetta di mezzo (detta anche Contronoce)
- Rosa, fesa interna, punta d'anca
- Magatello o girello
- Spinacino

Dal taglio della lombata:
- Filetto
- Controfiletto o roast beef
- Carré di vitello
  - Costolette
  - Nodini

Dal taglio sulla schiena:
- Costata
- Coste della croce

Dal taglio del collo:
- Collo

Dal taglio della testa:
- Lingua
- Testina

Dal taglio della spalla:
- Fesone di spalla
- Fusello o girello di spalla
- Brione
- Cappello del prete o spalla

Dal taglio dei garretti:
- Ossibuchi anteriori e posteriori
- Pesce, piccione, campanello, muscolo, gamba

Dal taglio del petto:
- Punta di petto

Dal taglio del costato inferiore:
- Biancostato di reale
- Taglio reale

Dal taglio della pancia:
- Biancostato di pancia
- Fiocco
- Scalfo

## Stati Uniti

Tagli di carne bovina negli Stati Uniti.

- Chuck, corrispondente al taglio del collo.
- Rib, corrispondente al taglio del costato.
- Brisket, corrispondente al taglio del petto.
- Shank e Foreshank, corrispondente al taglio dei garretti anteriori e posteriori.
- Plate, corrispondente al taglio reale.
- Loin, corrispondente al taglio della lombata.
  - Short loin
  - Tenderloin, corrispondente al taglio del filetto.
  - Sirloin, corrispondente al taglio del controfiletto.
    - Top sirloin e Bottom sirloin, controfiletto maggiore e minore.
- Round, corrispondente ai tagli di girello e parti di fesa e scamone.
- Flank, corrispondente al taglio della pancia.

## Regno Unito

Tagli di carne bovina nel Regno Unito.

- Necks & clod
- Chuck & blades
- Silver loin
- Rump
- Silverside
- Topside
- Thick rib
- Thin rib
- Brisket
- Shin
- Flank
- Thick flank
- Leg

## Germania
- 1 Rinderhals, Kamm o Nacken
- 2 Querrippe
- 3 Rinderbrust
- 4 Fehlrippe

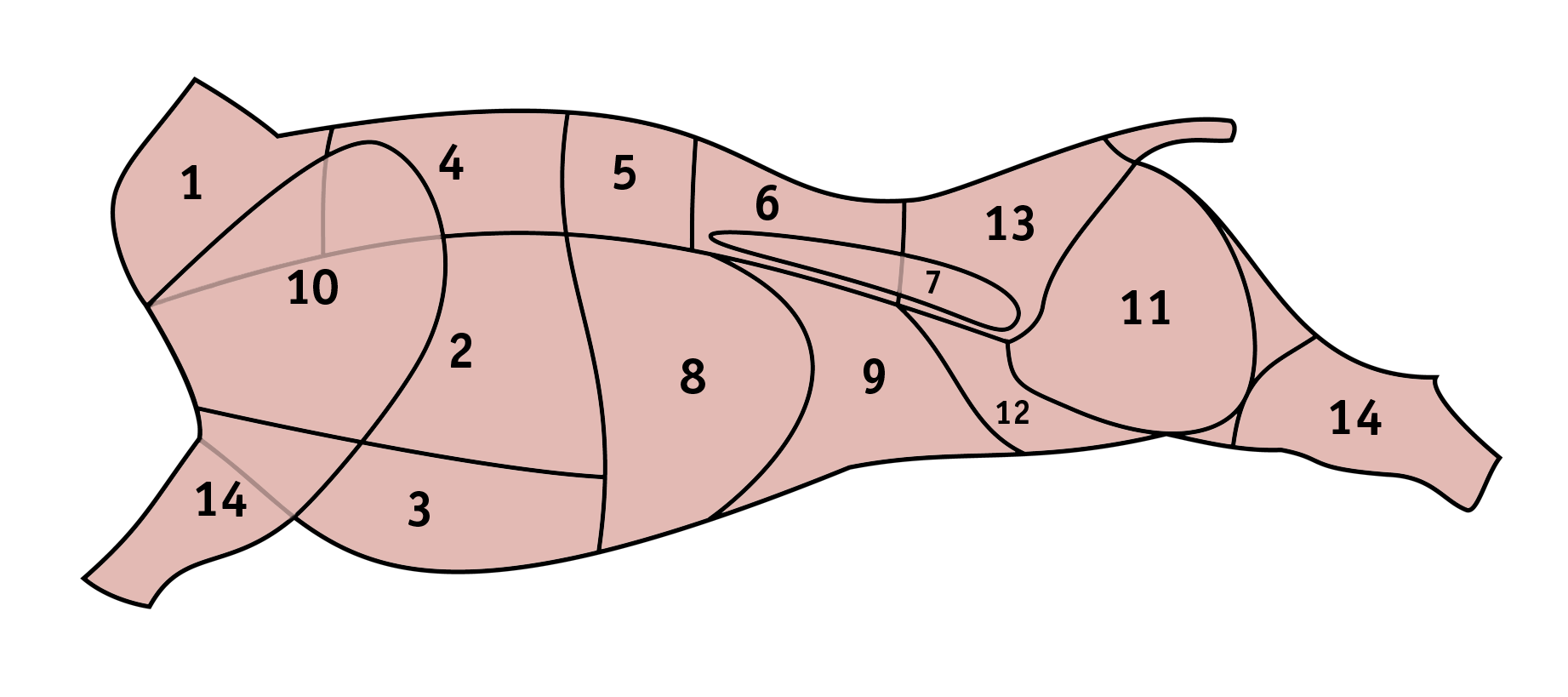
Tagli di carne bovina della Germania

- 5 Hochrippe, Vorderrippe o hohes Roastbeef
- 6 Rostbraten o flaches Roastbeef
(5. e 6. rappresentano il Roastbeef o Zwischenrippenstück)
- 7 Filet
- 8 Spannrippe
- 9 Dünnung
- 10 Schulter, Bug, Falsches Filet o Schaufel
- 11 Oberschale, Unterschale e Nuss
- 12 Flanke
- 13 Hüfte mit Hüftsteak e Schwanzstück o Tafelspitz
- 14 Hesse o Wade

## Francia
- Basses côtes
- Côtes e entrecôtes
- Faux-filet
- Filet
- Rumsteck
- Rond de gîte
- Tende de tranche
  - poire e merlan
- Gîte à la noix
- Araignée

Tagli di carne bovina in Francia.

- Plat de tranche, rond de tranche e mouvant
- Bavette d'aloyau
- Hampe
- Onglet
- Aiguillette baronne
- Bavette de flanchet
- Plat de côtes
- Macreuse à bifteck
- Paleron
- Jumeau à bifteck
- Jumeau à pot-au-feu
- Macreuse à pot-au-feu
- Queue
- Gîte
- Flanchet
- Tendron e milieu de poitrine
- Gros bout de poitrine
- Collier
- Plat de joue
- Langue

## Argentina[3]
- Garrón
- Tortuguita
- Peceto
- Cuadrada
- Bola de lomo
- Colita de cuadril
- Nalga de adentro
- Corazón cuadril
- Tapa cuadril
- Bife angosto
- Bife ancho sin tapa
- Tapa bife ancho
- Aguja sin tapa
- Tapa aguja
- Lomo sin cordón
- Carnaza de paleta
- Marucha
- Chingolo
- Vacío
- Matambre
- Asado 13 costillas
- Entraña fina
- Falda
- Pecho con tapa
- Brazuelo sin hueso
- Cogote con azotillo
- Tapa de Asado

## Brasile e Portogallo

Tagli di carne bovina in Brasile e Portogallo.

- A: Aba do boi
- B: Fraldinha
- C: Ponta de agulha
- 1: Coxão duro
- 2: Patinho
- 3: Picanha
- 4: Alcatra
- 5: Maminha
- 6: Coxão mole
- 7: Contrafilé
- 8: Lagarto
- 9: Filé mignom
- 10: Filé de costela
- 11: Capa de filé
- 12: Acém
- 13: Braço
- 14: Peito
- 15: Pescoço
- 16: Ossobuco

## Turchia

Tagli di carne bovina in Turchia.

- Kontrfile
- Bonfile
- Nuar
- Kontrnuar
- Sokum
- Tranç
- Yumurta
- Antrikot
- Bodigo
- Döş
- Pençeta
- Kürek
- Gerdan